# Vocabulaire du transport intermodal
Le vocabulaire du transport intermodal, appelé rarement  « transport combiné », n'est pas totalement stabilisé. En effet, on peut trouver l’association du concept de transport multimodal au transport combiné sur le site de la Commission économique pour l'Europe (qui dépend des Nations unies) un document, la Terminologie en transports combinés, qui liste les définitions qui servent aux travaux des trois organisations intergouvernementales qui ont établi cette compilation : l'Union européenne (UE), la Conférence européenne des ministres des Transports (CEMT) et la Commission économique pour l'Europe (CEE-ONU).

## Définition du transport combiné
Dans ce document, le transport combiné est défini comme un « transport intermodal dont les parcours principaux, en Europe, s’effectuent par rail, voies navigables ou mer et dont les parcours initiaux et/ou terminaux, par route, sont les plus courts possible. »

## Différence entre intermodal et multimodal
À son tour, le transport intermodal est défini comme « l'acheminement d’une marchandise utilisant deux modes de transport ou plus mais dans la même unité de chargement ou le même véhicule routier, et sans empotage ni dépotage. »
Quant au transport multimodal, il désigne l'« acheminement d’une marchandise empruntant deux modes de transport différents ou plus. »
Les personnes qui se réfèrent à ce document peuvent préférer réserver le qualificatif  « plurimodal » aux déplacements de personnes utilisant successivement au moins deux modes de transport pour le même déplacement.

## Cas du transport routier
Dans ce document, le « ferroutage » est identique au transport combiné rail / route, tandis que le « transport combiné accompagné » est défini comme le transport d'un ensemble routier complet, accompagné du conducteur, par un autre mode de transport (par exemple ferry ou train).
Le transport de véhicules routiers complets, utilisant la technique du « transroulage », sur des trains composés de wagons à plancher surbaissé sur toute leur longueur est appelé « route roulante » ou « autoroute roulante » ou encore « autoroute ferroviaire ».